# عضلة مثنية قصيرة لإبهام اليد
العضلة المثنية القصيرة لإبهام اليد (Flexor pollicis brevis muscle) هي، في علم تشريح الإنسان، أحد عضلات الطرف العلوي.